# San Matteo (rione di Nocera Inferiore)
San Matteo è un vasto rione della città di Nocera Inferiore, è il nucleo storico che si è formato intorno alla Chiesa madre, dalla quale prende il nome.
Fa parte dei quartieri Metropolitano e Capocasale.

## Geografia
Posto al centro della città, il rione percorre un lungo tratto del Corso Vittorio Emanuele II (fino al palazzo della biblioteca comunale), includendo Piazza del Corso, parte di via Garibaldi, via Barbarulo ed arriva fino a Via Lanzara. Si snoda anche nell'area di via Fava (verso Sperandei), toccando anche il rione di Liporta e via Isaia Rossi. Confina inoltre anche coi rioni di Capocasale e Capo Fioccano.

## Storia

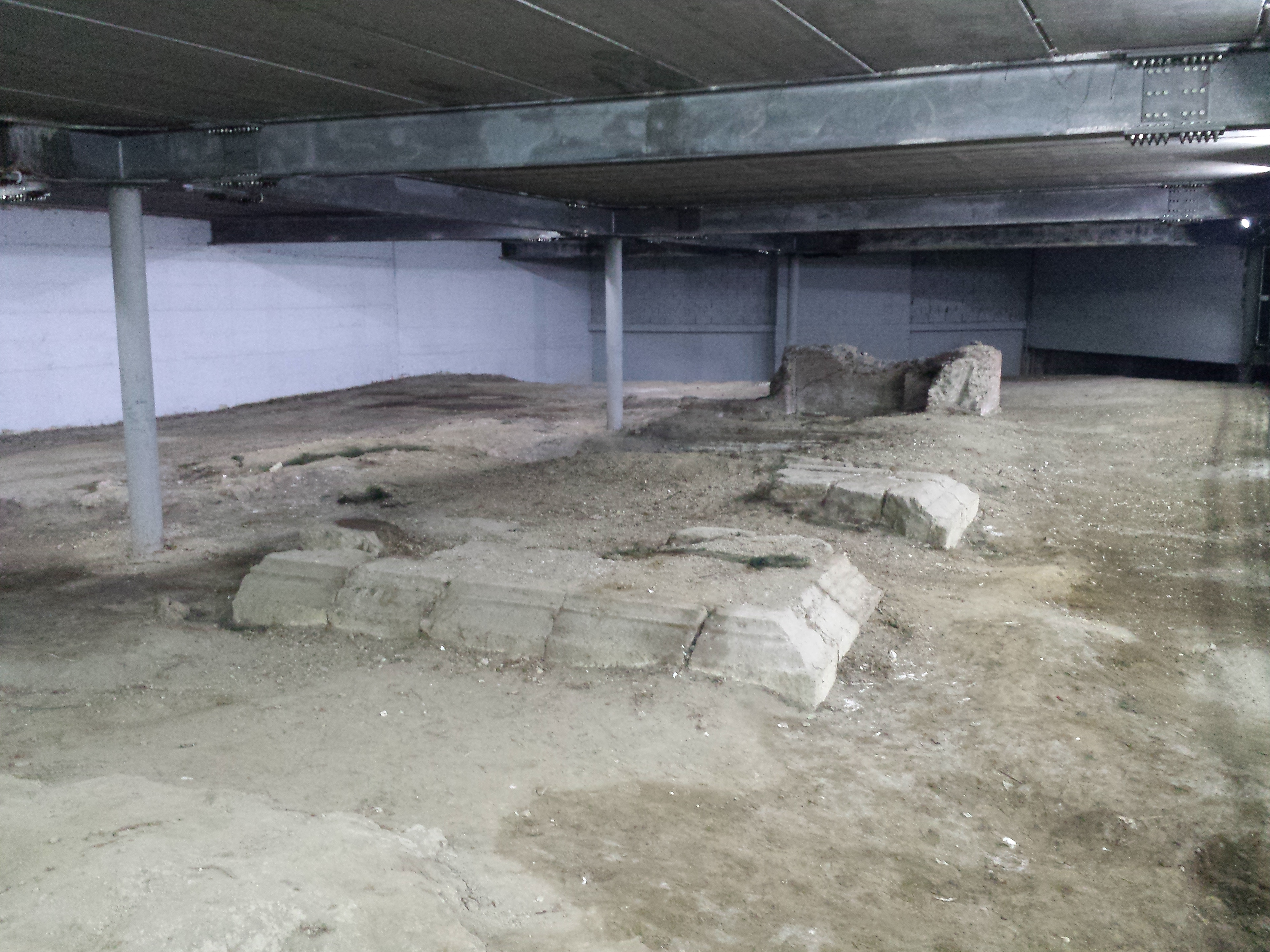
Il complesso funerario di Piazza del Corso

### Epoca romana
L'attuale area di San Matteo era locata fuori dalla città romana di Nuceria Alfaterna.
A seguito di alcuni scavi, si è accertato che l'area si sviluppava in direzione Est-Ovest e che era un tratto della via che da Nuceria portava a Stabia (la Nuceria-Stabias). L'area compresa tra la strada e la successiva chiesa di San Matteo presentava edifici di varia natura, inquadrabili in un arco cronologico compreso tra la fine del II secolo a.C. ed il V secolo d.C..
Nella zona sorgeva anche una villa rustica del II secolo a.C., di cui oggi sono stati scoperti alcuni resti.
Inoltre vi era presente una necropoli a cappuccina.
In età repubblicana l'area ospitò un edificio sacro (molto sicuramente dedicato al culto del dio Giano) di cui oggi si conserva una piattaforma rettangolare a blocchi squadrati.
Inoltre è noto dalla documentazione esistente la strada Nuceria-Stabias, che nell'area si incontrava un ponte per poter oltrepassare un corso d'acqua, al di sotto del ponte venivano gettate le offerte votive in omaggio alla divinità che proteggeva l'attraversamento, il dio Giano, appunto. A testimonianza della presenza di un antico ponte, ci sono sia un documento conservato nell'Abbazia di Montevergine, datato al gennaio del 985, riguardo alla locazione della successiva chiesa, che uno scritto che attesta la presenza di un ponte nel Codex Diplomaticus Cavensis.
Nel III secolo d.C., nel recinto del tempio pagano, un veterano della Legione Gemina, costruì la sua tomba di famiglia.

### Medioevo
Intorno al X secolo, fu costruita, obliterando il tempio romano di Giano e parte della necropoli, una rettoria, chiamata Sancti Matthæi de Archiponticulo (al ponte vecchio). Da qui si sviluppò inizialmente l'area antistante la chiesa, successivamente influenzando la formazione di un villaggio detto Casale, tra la zona di questo villaggio, l'antica strada e la chiesa, si sviluppò la zona ancora oggi nota come Triggio (o Trivio) che darà origine al nucleo della Universitas.

### XVI e XVII secolo: l'Universitas Sancti Matthæi Civitatis Nucerina

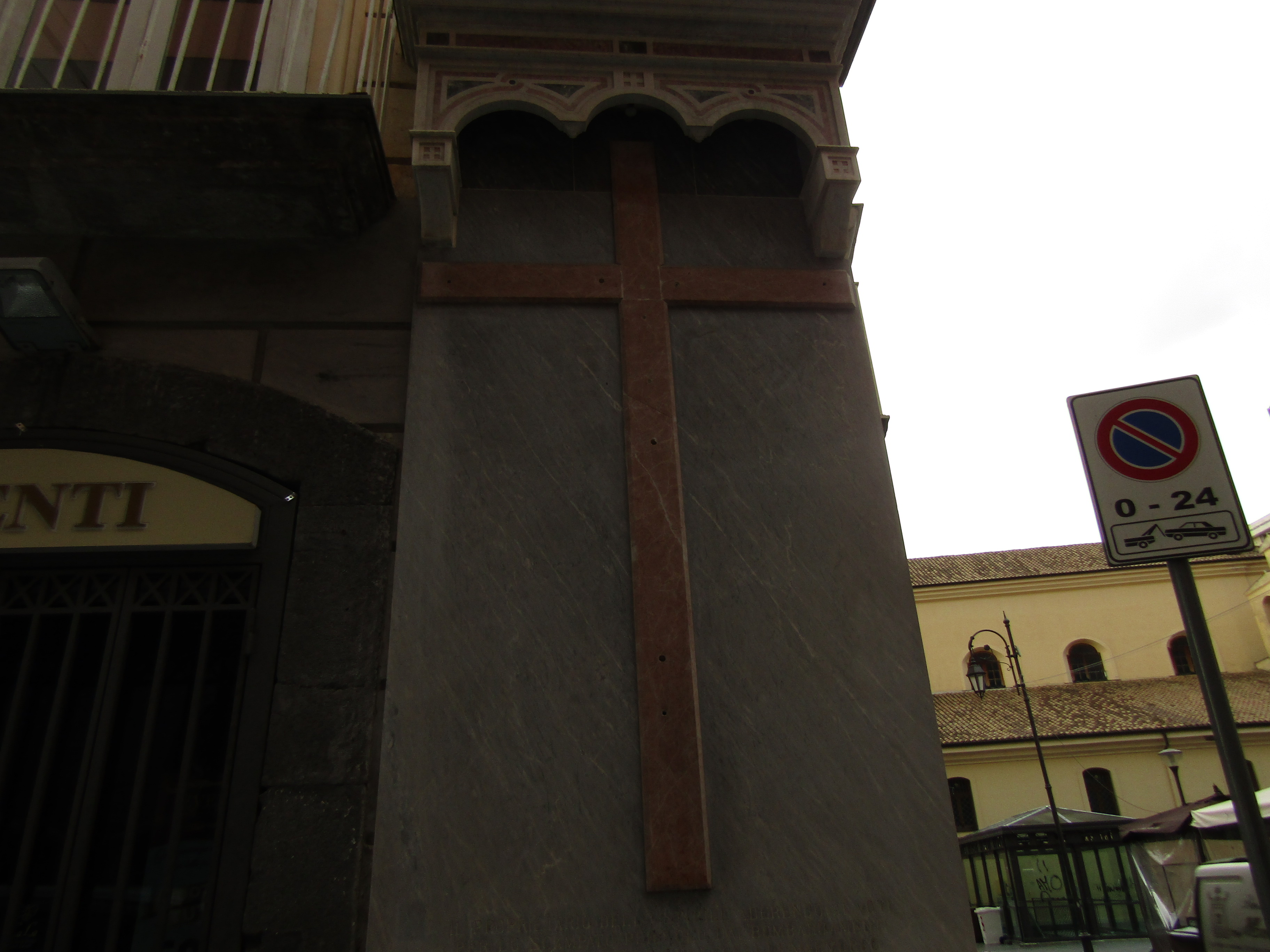
Crocefisso di Palazzo Ferrajoli

Verso la fine del XVI secolo, nell'area della rettoria, divenuta dal 1390 chiesa parrocchiale a tutti gli effetti, sorse l'Università autonoma di San Matteo, nella parte soprana di Nocera dei Pagani. L'università comprendeva, oltre all'area ecclesiastica e quella del Triggio, anche i casali rurali di Liporta (conteso con l'Università di Sperandei) e Merichi.
In quegli anni nel Palazzo Buoninconti (oggi totalmente rimaneggiato) stazionarono le truppe spagnole, da allora la struttura è nota come caserma vecchia, nell'antistante Palazzo Ferrajoli, dopo una pestilenza avvenuta a metà '600, fu innalzato un imponente crocefisso ligneo, di cui oggi resta solo lo stipite con una restaurata forma marmorea.

### XVIII secolo: L'Università San Matteo Tre Casali
Nel '700 sorse la necessità di accorpare diverse universitas, sfruttando la vicinanza con l'Università dei Tre Casali, nacque l'Universitas Sancti Matthæi Trium Casalium, il suo stemma era attraversato da una banda trasversale con tre pomi dorati, impostati nel senso della lunghezza, che coprivano il consueto albero di noce.
Fino al 1799 la sede comunale dell'Università fu Palazzo Vitolo, assaltato e dato alle fiamme in quello stesso anno dai sanfedisti, resisterà come struttura fino al XX secolo quando sarà abbattuta per creare la nuova via del prolungamento.

### Nocera San Matteo

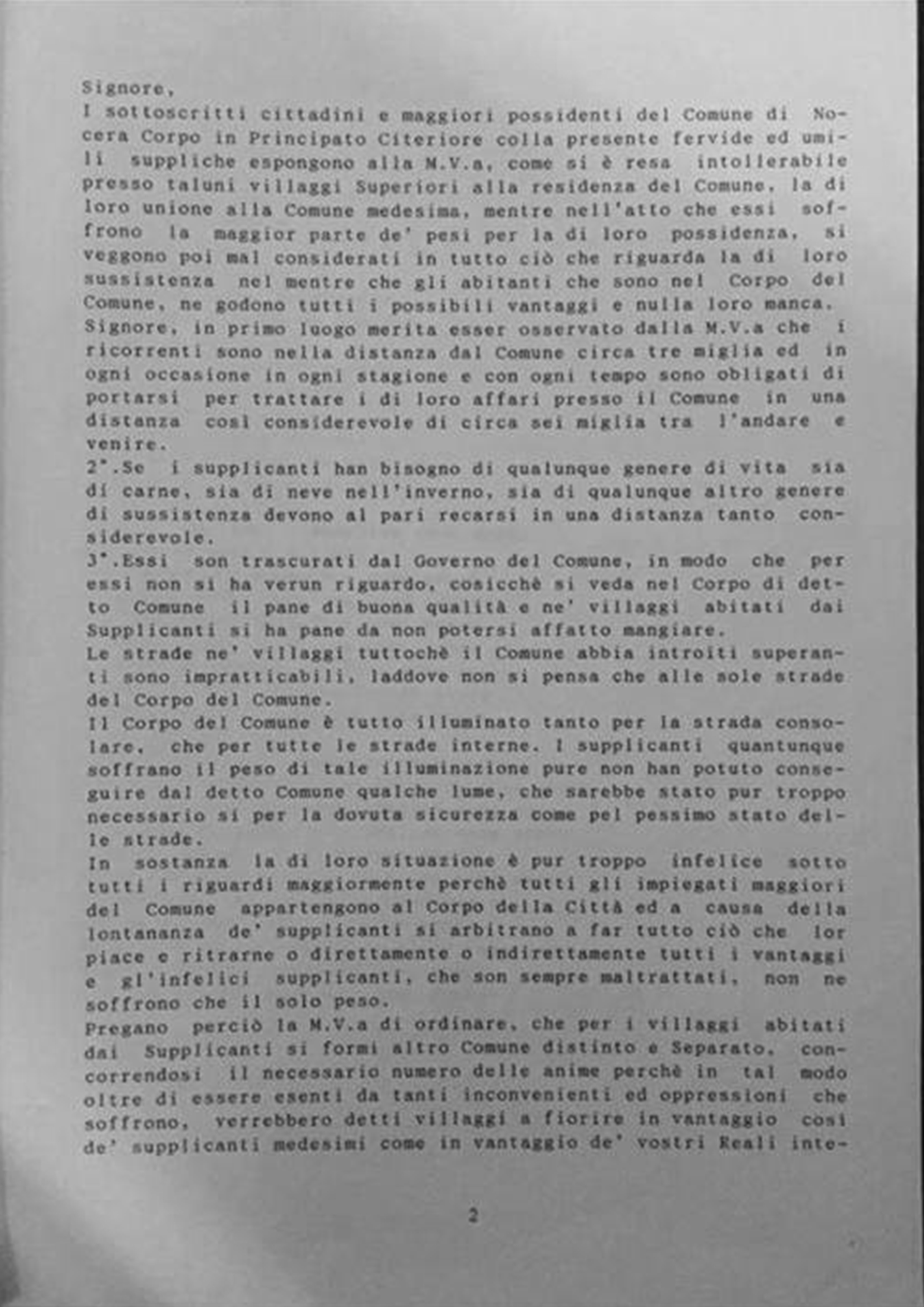
Lettera dei supplicanti di Nocera San Matteo, che chiedono la divisione da Nocera Corpo

Con l'abolizione dei sistemi amministrativi del 1806 da parte dei francesi, Nocera dei Pagani subì una grande scissione, dalla quale nacquero i comuni di Pagani, Sant'Egidio del Monte Albino e Corbara. Anche la stessa Nocera fu divisa: i casali facenti parte dell'Università di Nocera Corpo, formarono il comune omonimo, con sede comunale presso il carcere e la pretura. Invece l'università di San Matteo Tre Casali divenne comune, assorbendo poi il piccolo comune di Nocera Sperandei, con il nome di Nocera San Matteo, con sede comunale presso il palazzo San Matteo (oggi la Biblioteca Comunale R. Pucci), curiosamente, le due sedi comunali si trovavano praticamente una di fronte all'altra.

### XIX secolo
Riunita la città di Nocera, nel 1851 alla nuova scissione, divenne parte del comune di Nocera Inferiore.
A fine secolo, a ridosso di via Quartiere (oggi via Bosco Lucarelli), al confine con le pertinenze di Sperandei, fu eretto l'attuale palazzo comunale.
Formatasi lungo l'asse del cosiddetto corso vecchio, occupò la via commercialmente più interessante permettendo lo sviluppo di famiglie ricche come i Baldini, i Ferraioli, i Boffardi ed i Guerritore. Tra i cognomi più frequentemente riscontrati negli archivi parrocchiali troviamo i Bartiromo, i Della Corte, gli Scalfati e gli Scafati.

### Epoca contemporanea

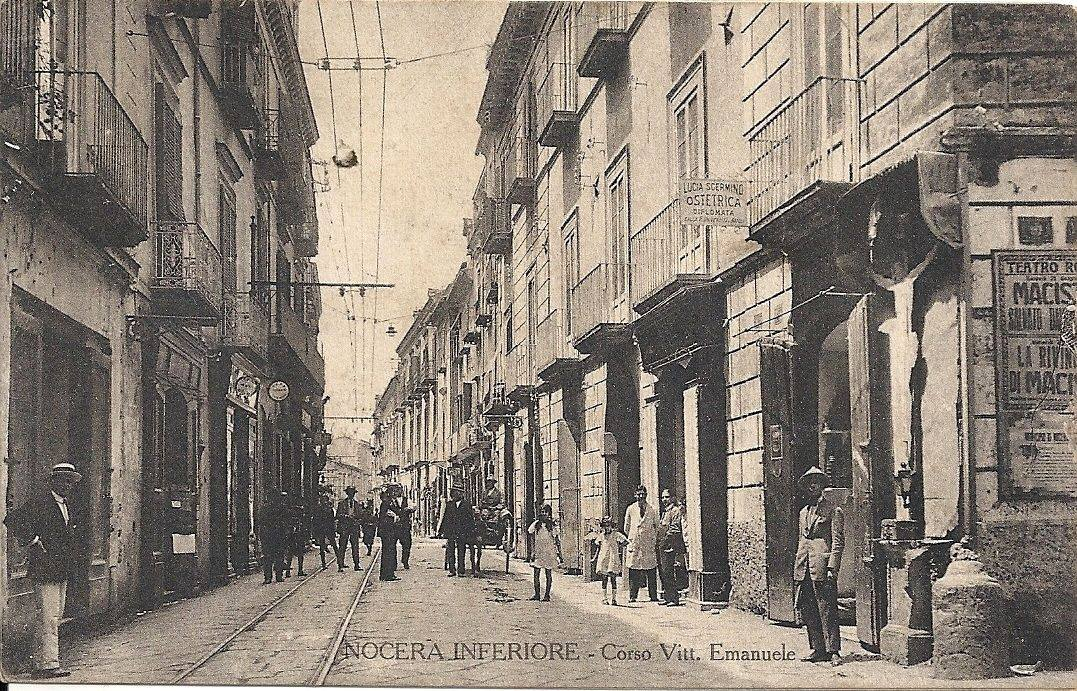
La zona del Triggio nel 1924

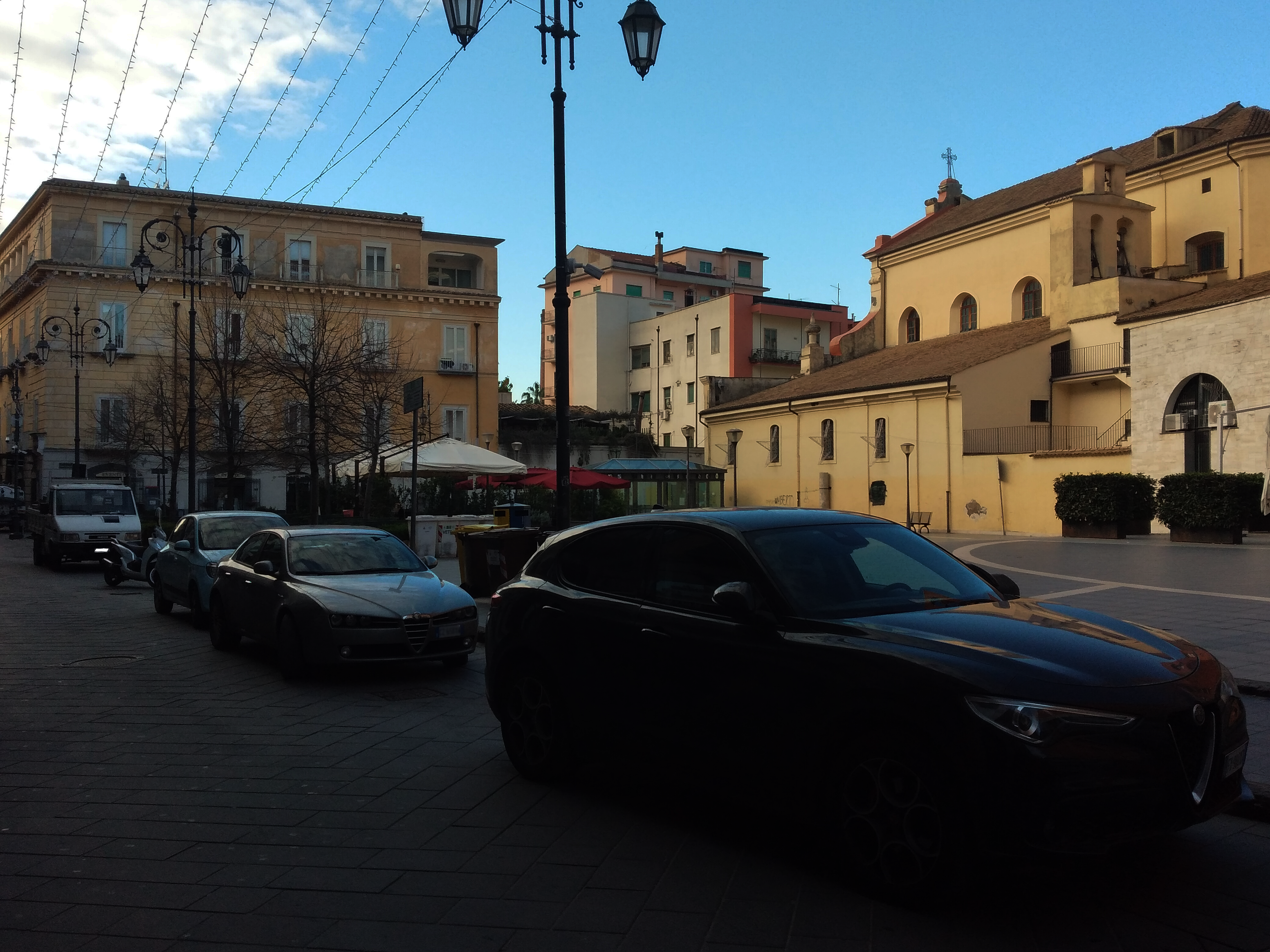
Prospetto su Piazza del Corso

Nel '900 l'area fu partecipe dello sviluppo economico della città, divenendo il centro culturale e religioso di gran parte della popolazione.
Nel dopoguerra, fu coinvolta dai lavori di rinnovo della città e dal conseguente boom economico.
Nel 1980, la Chiesa madre fu gravemente lesionata dal sisma che colpì la regione e fu chiusa per la messa in sicurezza. È riaperta nel 2000.
Negli anni '80 e '90 fu interessata da un ulteriore profondo rinnovamento e rivalorizzazione da parte dell'ente comunale, inoltre tra la fine del XX secolo e l'inizio del successivo, la Soprintendenza per i Beni Archeologici di Salerno adoperò uno sbancamento ad un grande caseggiato laterale alla chiesa di San Matteo, portando alla luce le testimonianze archeologiche succitate.
Lo sbancamento interessò tutta l'area di San Matteo, tra il corso Vittorio Emanuele II e le vie Papa Giovanni XXIII e Garibaldi. Lo scavo restò delimitato ad una zona vicina alla chiesa di San Matteo Apostolo da cui poi fu ultimata, nel 2014, l'attuale Piazza del Corso.
Negli ultimi anni la zona è divenuta centro culturale e sociale della città di Nocera Inferiore.

## Chiesa madre di San Matteo

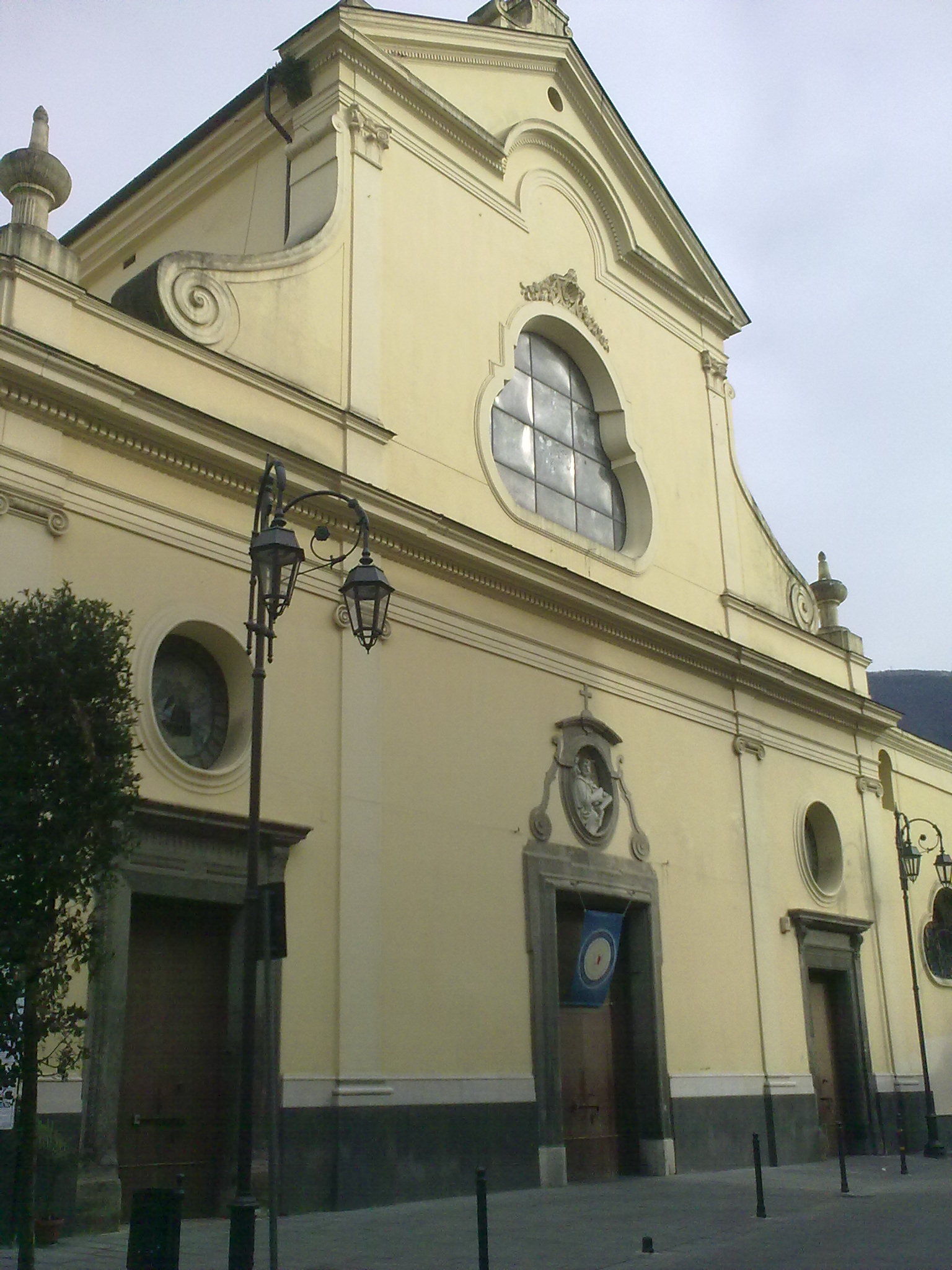
Facciata della Chiesa madre

La prima menzione della chiesa di San Matteo de Archiponticulo è contenuta in un documento conservato nell'Abbazia di Montevergine, datato al gennaio del 985.
In origine la chiesa fu solo una rettoria. Raggiunse la dignità di parrocchia solo nel 1390. Per la sua importanza e antichità è considerata la chiesa madre di Nocera Inferiore. In passato i parroci della città si recavano a San Matteo nel festivo del Santo omaggiandone la statua con un grande cero.
Furono dipendenti di San Matteo le chiese del Corpo di Cristo e di Santa Maria del Presepe (nota anche come Santa Monica).
Durante la sua lunga storia, la chiesa ha ospitato matrimoni celebri: il 20 settembre 1614 vi si celebrarono le nozze tra il duca di Nocera Francesco Maria Carafa e Anna Pignatelli; il 2 ottobre 1655 vi fu celebrato il matrimonio tra il pittore Angelo Solimena e Marta Resigniano.

## Cultura

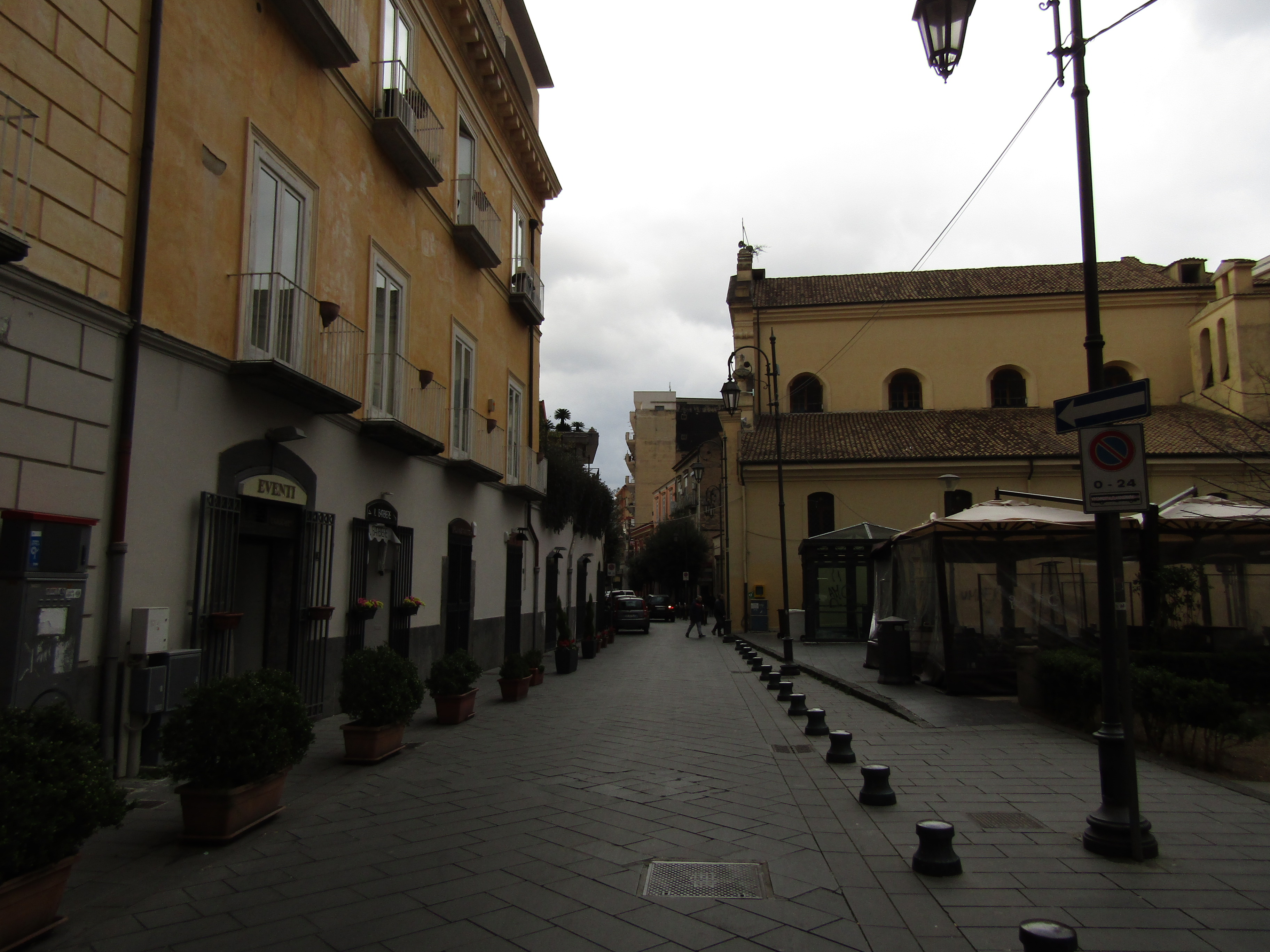
San Matteo e la Piazza

Dalla chiesa di San Matteo partono il corteo nero del venerdì santo: una folta schiera di donne velate e vestite di nero, segue in processione per le strade della città le effigie dell'Addolorata e del Cristo Morto, intonando litanie e canti sacri.
Inoltre la processione patronale di San Prisco prima di iniziare, fa tappa a San Matteo per poi partire, rendendo così tributo alla chiesa madre della città. Inoltre dai casali della città arrivano i ceri ornamentali donati al santo, riprendendo così l'antica usanza dei parroci della città, i quali si recavano a San Matteo nel festivo del Santo omaggiandone la statua con un grande cero.

## Architetture
- Galleria del Corso, realizzata nel XX secolo, collega Piazza del Corso con via Garibaldi. Caratterizzata dai portici a volta che la circondano, ha ampio ingresso scenografico nella parte orientale.
- Biblioteca e Archivio Storico Comunale, palazzo "San Matteo".

## Infrastrutture e trasporti
Da San Matteo si può raggiungere facilmente la vicina Stazione di Nocera Inferiore.
Inoltre è posta nelle arterie principali della città.
Facendo parte del centro città, anche il rione è una zona a traffico limitato.